# Ад (фильм, 1994)
«Ад» (фр. L'Enfer) — фильм французского режиссёра Клода Шаброля, снятый в 1994 году по сценарию незаконченной одноимённой картины Анри Клузо 1964 года.

## Сюжет
Поль Приёр после многих лет работы и получения наследства наконец-то воплощает свою мечту — открывает небольшую гостиницу на берегу озера. Вскоре после этого он женится на красивой, но несколько легкомысленной Нелли. Проходят годы, у четы рождается ребёнок, гостиница отнимает много сил у Поля, однако дела идут вполне благополучно, появляется постоянная клиентура, приезжающая в это тихое и спокойное место из года в год.
У Поля возникают навязчивые мысли об измене жены, постепенно перетекающие в паранойю и открытую агрессию в сторону ни в чем не повинной женщины. Жена пытается пойти на компромисс с мужем, обещая не покидать гостиницу, однако это не усмиряет сумасшествие Поля. Жизнь Нелли превращается в настоящий ад.

## В ролях
- Эммануэль Беар — Нелли
- Франсуа Клюзе — Поль Приёр
- Натали Кардон — Марилин
- Андре Вильм — доктор Арну
- Марк Лавуан — Мартино
- Кристиана Минаццоли — мадам Вернон
- Дора Долл — мадам Шабер
- Марио Давид — Дюамель
- Жан-Пьер Кассель — месье Вернон
- Тома Шаброль — Жюльен
- Ноэль Симсоло — месье Шабер
- Ив Верховен — мальчик
- Амея Антолин — Мариетта.
- Жан-Клод Барбье — месье Пинуасо
- Клер Де Бомонт — мадам Рюдмон
- Пьер-Франсуа Дюменио — месьер Ленуар
- Рене Гузен — месье Балландьё.
- Мари-Терез Изар — мадам Пинуасо